# Stewart (Canada)
Stewart è una municipalità distrettuale della Columbia Britannica, in Canada situata all'estremità del Canale Portland, al confine con l'Alaska.

## Geografia
A ovest di Stewart c'è Hyder, in Alaska, che dista solo 3 chilometri dalla città. A nord-ovest di Stewart, c'è Premier, accessibile solamente via Hyder tramite un'area degli Stati Uniti che è accessibile solo dal Canada.
A est della città c'è Meziadin Junction, che dista 61 chilometri dalla città. Sempre a est c'è Kitwanga, che dista 218 chilometri dalla città, e Dease Lake, che si trova a 392 chilometri a nord di Stewart. È il punto più a nord della costa pacifica del Canada.

## Clima
Stewart ha un clima continentale umido, con circa 1.866,8 mm di precipitazioni all'anno, molte delle quali sotto forma di neve, e una temperatura media annua di 6,1°C, secondo Environment Canada. Stewart è il porto libero dai ghiacci più a nord del Canada. Grazie alla sua vicinanza all'oceano, il clima mantiene forti influenze marittime, con inverni molto più miti rispetto alle località più interne. Con una media di 985 ore di sole all'anno, Stewart è uno dei luoghi più nuvolosi al mondo.

## Storia
I Nisga'a, che vivono attorno al fiume Nass, chiamavano la testa del Canale Portland Skam-A-Kounst, che significa "casa sicura" o "casa forte", probabilmente perché serviva loro come rifugio dalle molestie degli Haida e dei Tlingit dalla costa esterna. Viaggiavano nella zona stagionalmente per raccogliere bacche e cacciare uccelli. Questo e il resto del Canale Portland erano stati in precedenza dominio del popolo Tsetsaut, chiamato anche indiani Skam-a-Kounst, o Jits'aawit in Nisga'a, un popolo Athapaskan che fu decimato dalla guerra e dalle malattie e fu cacciato dalla zona di Stewart da Haida o Nisga'a nel 1856-57.
Il Canale Portland fu esplorato per la prima volta e chiamato così nel luglio 1793 dal capitano George Vancouver in onore di William Henry Cavendish-Bentinck, III duca di Portland (1738-1808), ministro degli Interni dal 1794 al 1801. Vancouver incontrò due amichevoli nativi nell'attuale sito di Stewart. L'area attorno al Canale Portland fu nuovamente esplorata nel 1896 dal capitano D.D. Gaillard dello United States Army Corps of Engineers (da cui in seguito prese il nome il Gaillard Cut nel Canale di Panama). Due anni dopo la visita di Gaillard, arrivarono i primi cercatori e coloni. Tra loro c'era D. J. Raine, da cui prendono il nome un ruscello e una montagna nella zona. I fratelli Stewart arrivarono nel 1902. Nel 1905, Robert M. Stewart, il primo direttore delle poste, chiamò la città Stewart.
L'estrazione di oro e argento dominò l'economia iniziale. La vicina Hyder, in Alaska, ebbe un boom con la scoperta di ricche vene d'argento nel bacino superiore del fiume Salmon nel 1917 e nel 1918. Hyder divenne un punto di accesso e di rifornimento per le miniere, mentre Stewart fungeva da porto per l'attività mineraria canadese, che era incentrata sulla città di Premier, a cui si accedeva da Hyder tramite una strada lunga 23 km. Altre miniere nella zona erano Jumbo, BC Silver, Red Cliff e Porter-Idaho. Campi più grandi si trovavano a sud di Stewart ad Anyox e Maple Bay.
Il film della Disney 8 amici da salvare, con Paul Walker e Jason Biggs, è stato girato in parte qui. Le riprese esterne del classico di fantascienza di John Carpenter La cosa sono state girate all'interno del ghiacciaio Salmon.

## Infrastrutture e trasporti
Stewart è raggiungibile in autostrada dalla rete autostradale della Columbia Britannica, tramite l'autostrada 37A, in barca attraverso il Canale Portland o in aereo tramite l'aeroporto di Stewart.